# Governació de Monastir

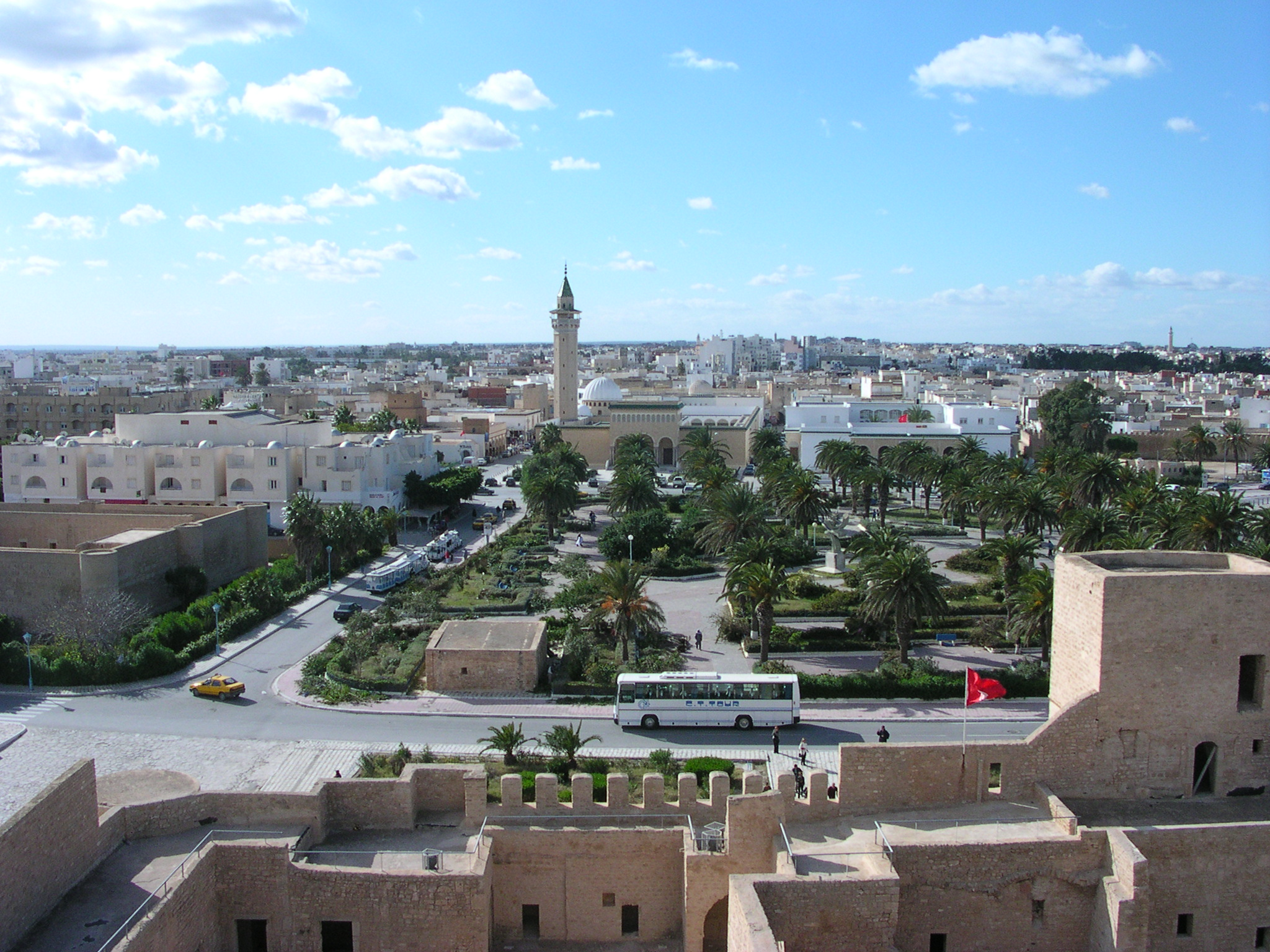
Vista de Monastir

La governació o wilaya de Monastir (àrab: ولاية المنستير, wilāyat al-Munastīr) és una divisió administrativa de primer nivell de Tunísia, situada a la part central de la costa oriental del país. La capital és la ciutat de Monastir. Limita amb la governació de Sussa al nord i amb la de Mahdia al sud.
Té una superfície de 1.019 km² i una població aproximada de 494.900 habitants l'any 2008 (466.700 l'any 2005).

## Economia
Les activitats principals són la indústria (principalment tèxtil) i els serveis (turisme). Hi ha 8 zones industrials i dues més en projecte: Moknine, Bennane, Bembla, Jemmal, Monastir, Ksar Hellal, Teboulba, Touza i, en projecte, Sahline i Jemmal II. La capacitat turística és de 25.000 llits.
En agricultura produeix oli d'oliva (60.000 hectàrees d'oliveres). La ramaderia i la pesca també s'hi desenvolupen.
A la capital, Monastir, hi ha l'aeroport internacional de Monastir-Habib Bourguiba.

## Història
La governació ja era poblada fa 25.000 anys. S'han trobat també restes d'una civilització neolítica de fa cinc mil anys, i una altra de fa quatre mil anys (civilització d'Haouanet).

## Organització administrativa
La governació fou creada el 9 de març de 1974, per segregació de la governació de Sussa.
El seu codi geogràfic és 32 (ISO 3166-2:TN-12).

### Delegacions
Està dividida en tretze delegacions o mutamadiyyes i 79 sectors o imades:
- Monastir (32 51)
  - El Medina (32 51 51)
  - El Medina 2 (32 51 52)
  - Bab El Gharbi (32 51 53)
  - Er-Rbat (32 51 54)
  - El Helia (32 51 55)
  - El Halia 2 (32 51 56)
  - Skanes (32 51 57)
  - Khenis (32 51 58)
  - Khenis Nord (32 51 59)
- El Ouerdanine (32 52)
  - Ouerdanine Nord (32 52 51)
  - Ouerdanine Sud (32 52 52)
  - Menzel Khair (32 52 53)
  - Sidi Bou Othman (32 52 54)
  - Oued El Jebs (32 52 55)
- Sahline (32 53)
  - Sahline Est (32 53 51)
  - Sahline Ouest (32 53 52)
  - Sidi Ameur (32 53 53)
  - Môotmar (32 53 54)
  - Masjed Aïssa (32 53 55)
- Zeramdine (32 54)
  - Mezaougha (32 54 51)
  - Menzel Hayet (32 54 52)
  - Melichet (32 54 53)
  - Zéramdine Nord (32 54 54)
  - Zéramdine Sud (32 54 55)
- Beni Hassen (32 55)
  - Beni Hassen Sud (32 55 51)
  - Beni Hassen Nord (32 55 52)
  - Hatem (32 55 53)
  - El Jnaïha (32 55 54)
  - Ghnada (32 55 55)
- Jammel (32 56)
  - Jamel Sud (32 56 51)
  - Jamel Nord (32 56 52)
  - Jamel Est (32 56 53)
  - Jamel Ouest (32 56 54)
  - Zaouiet Kontoch (32 56 55)
  - Bir Taïeb (32 56 56)
  - Menzel Kamel (32 56 57)
  - El Hdadra (32 56 58)
  - Et-Teyaïra (32 56 59)
- Bembla (32 57)
  - Bembla (32 57 51)
  - Bembla Ouest (32 57 52)
  - El Manara (32 57 53)
  - Menzel En-Nour (32 57 54)
  - El Masdour (32 57 55)
  - Menzel Harb (32 57 56)
- Moknine (32 58)
  - Moknine Est (32 58 51)
  - Moknine Sud (32 58 52)
  - Moknine Nord (32 58 53)
  - Ras El Ouad (32 58 54)
  - Moknine Ouest (32 58 55)
  - Khéredine (32 58 56)
  - Sidi Bennour (32 58 57)
  - Menzel Farsi (32 58 58)
  - Chérahil (32 58 59)
  - Amiret El Fehoul (32 58 60)
  - Amiret El Hojjaj (33 58 61)
  - Amiret Touazra (32 58 62)
  - Amiret Touazra Sud (32 58 63)
- Bekalta (32 59)
  - Bekalta Nord (32 59 51)
  - Bekalta Sud (32 59 52)
  - El Baghdadi (32 59 53)
  - Bekalta Est (32 58 54)
- Teboulba (32 60)
  - Houmet Essouk (32 60 51)
  - El Fadhline (32 60 52)
  - El Aïaïcha (32 60 53)
  - Sokrine (32 60 54)
  - Bou-driss (32 60 55)
- Ksar Helal (32 61)
  - Ayed (32 61 51)
  - Soua (32 61 52)
  - Bouzouita (32 61 53)
  - Cité Erriadh (32 61 54)
- Ksibet El Mediouni (32 62)
  - Ksibet El Mediouni (32 62 51)
  - Touza (32 62 52)
  - Benen Sud (32 62 53)
  - Benen Nord (32 62 54)
  - Bodher (32 62 55)
- Sayada-Lamta-Bou-Hjar (32 63)
  - Sayada Est (32 63 51)
  - Sayada Ouest (32 63 52)
  - Lamta (32 63 53)
  - Bou-Hjar (32 63 54)

### Municipalitats
Està dividida en 31 municipalitats o baladiyyes i dotze circumscripcions o dàïres:
- Monastir (32 11)
  - El Medina 1 (32 11 11)
  - Helia (32 11 12)
  - Skanes (32 11 13)
  - El Medina 2 (32 11 14)
- Khenis (32 12)
- Ouerdanine (32 13)
- Sahline Môotmar (32 14)
  - Sahline (32 14 11)
  - Môotmar (32 14 12)
- Sidi Ameur (32 15)
  - Sidi Ameur (32 15 11)
  - Masjed Aïssa (32 15 12)
- Zeramdine (32 16)
- Beni Hassen (32 17)
- Ghnada (32 18)
- Jammel (32 19)
- Menzel Kamel (32 20)
- Zouiet Kontoch (32 21)
- Bembla et Manara (32 22)
- Menzel En-Nour (32 23)
- El Masdour (32 24)
  - El Masdour (32 24 11)
  - Menzel Harb (32 24 12)
- Moknine (32 25)
- Sidi Bennour (32 26)
- Menzel Farsi (32 27)
- Amiret El Fhoul (32 28)
- Amiret Touazra (32 29)
- Amirat Hojjaj (32 30)
- Cherahil (32 31)
- Bekalta (32 32)
- Teboulba (32 33)
- Ksar Helal (32 34)
  - Ksar Helal (32 34 11)
  - Cité Erriadh (32 34 12)
- Ksibt El Mediouni (32 35)
- Benen Bodher (32 36)
- Touza (32 37)
- Sayada (32 38)
- Lamta (32 39)
- Bou-Hajar (32 40)
- Menzel Hayet (32 41)

## Agermanaments
Està agermanada amb la regió francesa de Roine-Alps des del 1984.